# Kuddvar

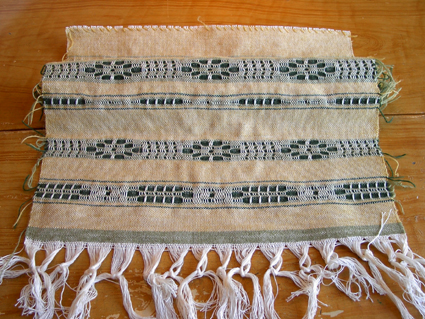
Kuddvar i hålkrus, med framknytningen kvar.

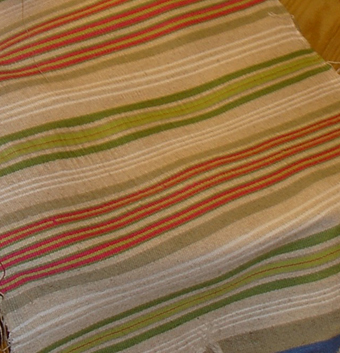
Kuddvar i ull och tuskaft.

Kuddvar är höljet av tyg närmast stoppningen i en kudde. Det är inte samma sak som örngott (det yttre tyglagret runt kudden), även om båda textiliernas ändamål är att vara överdrag åt kuddar. 
Kuddvar är det tyg som skyddar själva innandömet (av fjäder, dun eller syntetmaterial) och inte är avtagbart. Örngott/kuddöverdrag används utanpå kuddvaret. 

## Bolstervar

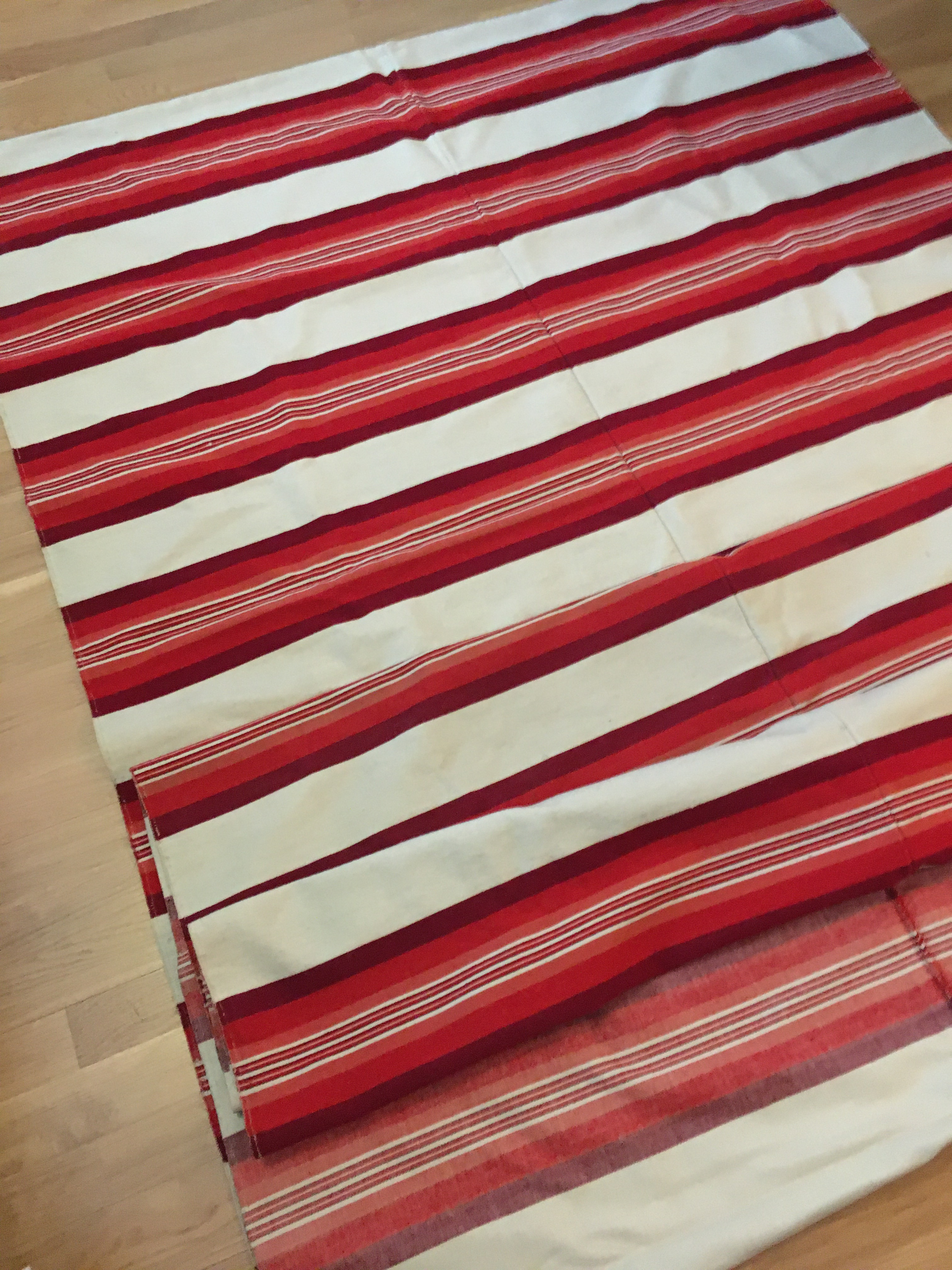
Bolstervar i ull. Två ihopsydda längder.

Bolstervar användes för kuddar och madrasser. Bolstervarsrandning betraktas som ett slags samlingsbegrepp för den typen av täta randiga tyger, företrädesvis i tuskaft eller kypert, som var vanliga förr.

## Källhänvisningar
1. ↑   kuddvar i Nationalencyklopedins nätupplaga. Läst 2 februari 2015.